# Steiger (haven)

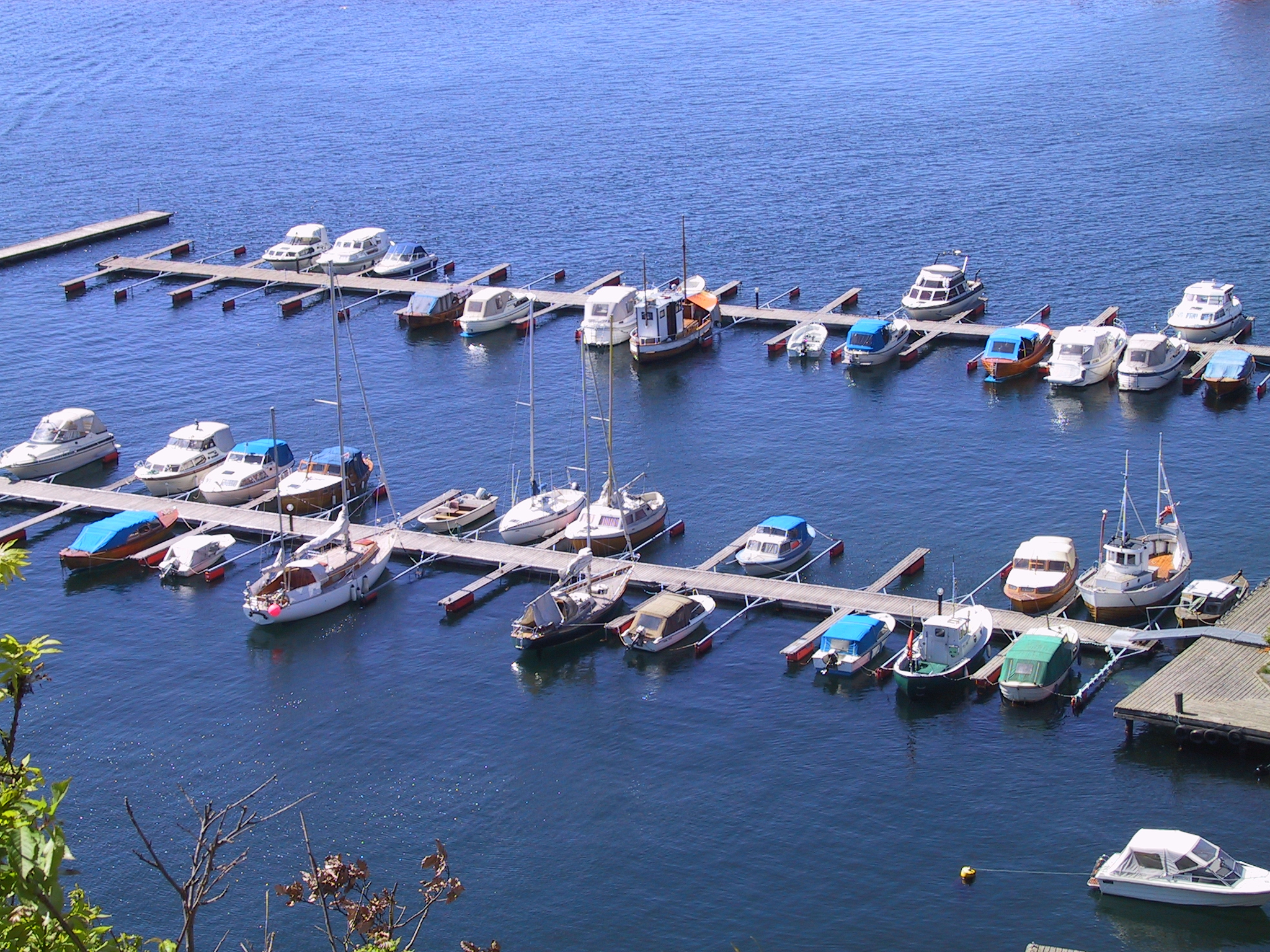
Een drijvende steiger in de jachthaven van Arendal

Een steiger in een haven wordt gebruikt om schepen aan af te meren. Deze schepen moeten met hun voor- of achterschip afmeren of langszij tegen de steiger liggen. De steiger kan van hout, beton of metaal zijn.

## Antwerpen
Vroeger in het Antwerpse Straatsburgdok lagen de schepen met hun voor- of achtersteven tegen brede en lange steigers, die bijna geheel de noordkaai innam. Halverwege waren palen in het dok geheid om de schepen met hun achter- of midscheeps, naargelang hun lengte, tegen af te meren. De schepen lagen dan zij aan zij afgemeerd.
Het Straatsburgdok was na de oude Graandok, een schuildok voor schepen met wat langere ligdagen. Zodoende waren ze dicht bij Merksem, Luchtbal of aan de Noorderlaan om naar het centrum van Antwerpen te gaan.
Nu zijn deze steigers aan het Straatsburgdok verdwenen en zijn ze vervangen door kaaimuren, niettegenstaande de schepen, nu nog op de voormalige manier, moeten afmeren. Dit dient om plaatsgebrek te vermijden.
Aan de Petroleumdok en Industriedok te Antwerpen, liggen tankschepen enkel en alleen met hun volle scheepslengte tégen de laad- en lossteigers.
De tankschepen liggen speciaal alléén, om brandgevaar en overflow op andere tankschepen te vermijden. In de Petroleumhaven of Marshalldok mag alléén tankvaart binnenkomen, met uitzondering voor baggerwerkzaamheden. Ook aan de PPNZ (Petroleumpier/steiger Noord-Zuid) te Hemiksem, liggen tankschepen apart aan de los- of laadsteiger. In Rupelmonde bijvoorbeeld liggen de binnenschepen langszij afgemeerd aan een stenen steiger omdat daar bijna geen vaste kade is en er vlak bij de scheepswerf van Rupelmonde is gelegen, die hun schepen voor of na herstelling van of op de werfhelling moeten laten schuiven, in of uit de rivier de Schelde. Met laag getij is het daar een modder- en sliboever, waar geen schepen kunnen liggen of afmeren.